# Lothar Heiser
Lothar Heiser (* 2. Juli 1934 in Scheidemühl; † 27. Oktober 2022 in Münster) war ein deutscher Ostkirchenkundler. 

## Werdegang
Heiser studierte Philosophie, Psychologie und katholische Theologie, wurde am 2. Februar 1960 zum Priester geweiht und promovierte an der Universität Münster in katholischer Theologie. 
Von 1972 bis zum Eintritt in den Ruhestand war er katholischer Religionslehrer am Annette-von-Droste-Hülshoff-Gymnasium in Münster.

## Veröffentlichungen
- Äthiopien erhebe seine Hände zu Gott! Die äthiopische Kirche in ihren Bildern und Gebeten (= Schriftenreihe des Zentrums Patristischer Spiritualität Koinonia – Oriens im Erzbistum Köln. Bd. 49). EOS-Verlag, St. Ottilien 2000, ISBN 3-8306-7048-6.
- Mosaike und Hymnen. Frühes Christentum in Syrien und Palästina. EOS-Verlag, St. Ottilien 1999, ISBN 3-8306-7012-5.
- Jesus Christus – das Licht aus der Höhe. Verkündigung, Glaube, Feier des Herren-Mysteriums in der orthodoxen Kirche (= Schriftenreihe des Zentrums Patristischer Spiritualität Koinonia – Oriens im Erzbistum Köln. Bd. 47). EOS-Verlag, St. Ottilien 1998, ISBN 3-88096-439-4.
- Die Taufe in der orthodoxen Kirche. Geschichte, Spendung und Symbolik nach der Lehre der Väter (= Sophia. Bd. 25). Paulinus-Verlag, Trier 1987, ISBN 3-7902-1411-6.
- Das Glaubenszeugnis der armenischen Kirche (= Sophia. Bd. 22). Paulinus-Verlag, Trier 1983, ISBN 3-7902-1408-6.
- Maria in der Christus-Verkündigung des orthodoxen Kirchenjahres (= Sophia. Bd. 20). Paulinus-Verlag, Trier 1981, ISBN 3-7902-1404-3.
- Die Responsa ad consulta Bulgarorum des Papstes Nikolaus I. (858–867). Ein Zeugnis päpstlicher Hirtensorge und ein Dokument unterschiedlicher Entwicklungen in den Kirchen von Rom und Konstantinopel (= Trierer theologische Studien. Bd. 36). Paulinus-Verlag, Trier 1979, ISBN 3-7902-0037-9 (Zugleich: Münster, Universität, kath. theol. Dissertation, 1978).
- Nikolaus von Myra. Heiliger der ungeteilten Christenheit (= Sophia. Bd. 18). Paulinus-Verlag, Trier 1978, ISBN 3-7902-1448-5.
- Die Engel im Glauben der Orthodoxie (= Sophia. Bd. 13). Paulinus-Verlag, Trier 1976, ISBN 3-7902-1443-4.